# George Gaylord Simpson

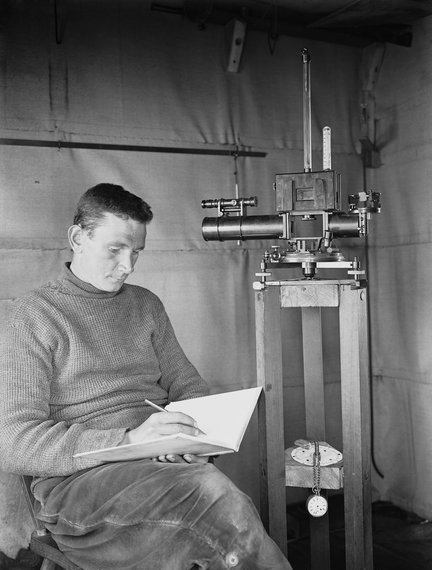
George Gaylord Simpson (1911)

George Gaylord Simpson (* 16. Juni 1902 in Chicago, Illinois; † 6. Oktober 1984 in Tucson, Arizona) war ein US-amerikanischer Paläontologe. Er war ein Experte für ausgestorbene Säugetiere und ihre interkontinentalen Wanderungen sowie für prähistorische Pinguine.
Simpson war einer der einflussreichsten Paläontologen im 20. Jahrhundert. Er war Professor der Zoologie an der Columbia University in New York und Kurator für Geologie und Paläontologie am American Museum of Natural History von 1945 bis 1959 sowie Kurator am Museum of Comparative Zoology der Harvard-Universität.

## Leben
George Gaylord Simpson wurde am 16. Juni 1902 in Chicago, Illinois, geboren. Er und seine beiden älteren Schwestern wurden streng presbyterianisch erzogen. Seine Jugend verbrachte er hauptsächlich in Denver, Colorado. Simpson studierte an der University of Colorado 1918 bis 1922 und an der Yale University 1922 bis 1926, wo er 1923 seinen Abschluss als B.A. und 1926 als Ph.D. machte. Seine Doktorarbeit mit dem Titel American Mesozoic Mammalia behandelte amerikanische Säugetiere im Mesozoikum. Simpson heiratete 1938 seine zweite Frau Anne Roe, eine Statistikerin und klinische Psychologin.
1926 und 1927 arbeitete er am Natural History Museum in London und von 1927 bis 1959 am American Museum of Natural History in New York. Er unternahm mehrere Expeditionen in Amerika und Patagonien, um Fossilien aufzuspüren.
Als Captain und später als Major diente er von 1942 bis 1944 in der U.S. Army. Nach dem Krieg war er von 1945 bis 1959 als Professor für Zoologie an der Columbia-Universität angestellt. Von 1959 bis 1970 war er Kurator am Museum of Comparative Zoology an der Harvard-Universität. Von 1967 bis 1984 war er als Professor für Geowissenschaften an der Universität von Arizona.
George Gaylord Simpson starb am 6. Oktober 1984 in Tucson, Arizona, im Alter von 82 Jahren.

## Ehrungen und Mitgliedschaften
Simpson war Mitglied der National Academy of Sciences. 1936 wurde er als Mitglied in die American Philosophical Society gewählt, die ihn 1943 mit dem John Frederick Lewis Award für sein Werk The Beginnings of Vertebrate Paleontology in North America auszeichnete. 1948 wurde Simpson in die American Academy of Arts and Sciences gewählt.
1944 erhielt Simpson die Daniel Giraud Elliot Medal der National Academy of Sciences, 1952 die Penrose-Medaille der Geological Society of America, 1959 die Darwin-Plakette der Leopoldina. 1958 wurde er als „Foreign Member“ in die Royal Society gewählt, die ihm 1962 die Darwin-Medaille verlieh. Ebenfalls 1962 wurde er mit der Linné-Medaille der Linnean Society of London ausgezeichnet; 1966 erhielt er die National Medal of Science sowie 1969 die Wilbur Cross Medal. Ihm zu Ehren wurde die Romer-Simpson Medal benannt, eine Auszeichnung auf dem Gebiet der Wirbeltierpaläontologie der Society of Vertebrate Paleontology, deren Ehrenmitglied er war (1969). 1972 wurde er als korrespondierendes Mitglied in die Bayerische Akademie der Wissenschaften aufgenommen.
Simpson erhielt einen Ehrendoktortitel von der University of Colorado, der University of New Mexico, der University of Chicago, der Yale University und der York University.

## Zitate
- „Simpson made paleontology a partner in evolutionary theory“ Stephen Jay Gould
- „Der Mensch ist das Produkt eines ziellosen und natürlichen Prozesses, der ihn nicht im Sinne hatte“
- „Der Affe, der keine realistische Wahrnehmung von dem Ast hatte, nach dem er sprang, war bald ein toter Affe – und gehört daher nicht zu unseren Urahnen“

## Schriften
- Attending Marvels: A Patagonian Journal. 1934.
- The Fort Union of the Crazy Mountain Field, Montana, and its mammalian faunas. 1937.
- Quantitative Zoology. 1939. (2003, ISBN 0-486-43275-0)
- Mammals and the Nature of Continents. 1943.
- Tempo and Mode in Evolution. 1944. (Neuauflage: 1984, ISBN 0-231-05847-0) (deutsch: Zeitmasse und Ablaufformen der Evolution. 1951)
- Principles of Classification and a Classification of Mammals. 1945.
- The Meaning of Evolution. 1949. (1967, ISBN 0-300-00229-7) (deutsch:  Auf den Spuren des Lebens. 1957)
- Horses: The Story of the Horse Family in the Modern World and Through Sixty Million Years of History. 1951, ISBN 0-19-500104-4 (deutsch: Pferde. 1977, ISBN 3-489-76832-9)
- Evolution and Geography. 1953.
- The Major Features of Evolution. 1953, ISBN 0-231-01821-5.
- Life of the Past: An Introduction to Paleontology. 1953, ISBN 0-300-00951-8 (deutsch: Leben der Vorzeit. 1972, ISBN 3-432-01742-1)
- Life: An Introduction to Biology. 1957. (1969; Lehrbuch, ISBN 0-15-550716-8)
- Principles of Animal Taxonomy. 1961, ISBN 0-231-02427-4.
- Biology and the Nature of Science. Science 11 January 1963, Vol. 139 no. 3550 pp. 81–88
- This View of Life. 1964, ISBN 0-15-690070-X.
- The Geography of Evolution. 1965.
- Attending marvels: A Patagonian journal. 1965, ISBN 0-8094-3726-0.
- This View of Life: The World of an Evolutionist. 1966, ISBN 0-15-690070-X.
- Biology and Man. 1969, ISBN 0-15-112362-4. (deutsch: Biologie und Mensch. 1972, ISBN 3-518-06536-X)
- Penguins: Past and Present, Here and There. 1976, ISBN 0-300-03095-9.
- Concession to the Improbable. Autobiografie. 1978, ISBN 0-300-02143-7.
- Splendid Isolation: The Curious History of South American Mammals. 1980, ISBN 0-300-03094-0.
- Why and How: Some Problems and Methods in Historical Biology. 1981, ISBN 0-08-025785-2.
- Book of Darwin. 1983, ISBN 0-671-43126-9.
- The Dechronization of Sam Magruder. Science-Fiction-Roman, ISBN 0-312-15514-X.
- Fossils and the History of Life. 1984, ISBN 0-7167-1564-3. (deutsch: Fossilien. 1984, ISBN 3-922508-67-7)
- Discoverers of Lost World. 1988, ISBN 0-300-03188-2.